# Gobemouche à gorge blanche
Anthipes monileger
Espèce
Statut de conservation UICN

LC : Préoccupation mineure
Le Gobemouche à gorge blanche (Anthipes monileger) est une espèce d'oiseaux de la famille des Muscicapidae.

## Distribution
Cet oiseau se rencontre au Bangladesh, au Bhoutan, en Birmanie, en Chine, en Inde, au Laos, au Népal, en Thaïlande et au Viêt Nam.

## Liste des sous-espèces
Selon GBIF (2 juin 2023) :
- Anthipes monileger gularis Blyth, 1847
- Anthipes monileger leucops (Sharpe, 1888)
- Anthipes monileger monileger

## Systématique
Le nom valide complet (avec auteur) de ce taxon est Anthipes monileger (Hodgson, 1845).
L'espèce a été initialement classée dans le genre Dimorpha sous le protonyme Dimorpha monileger Hodgson, 1845
Ce taxon porte en français le nom vernaculaire ou normalisé suivant : Gobemouche à gorge blanche.
Anthipes monileger a pour synonymes :
- Dimorpha monileger Hodgson, 1845
- Ficedula monileger (Hodgson, 1845)